# Svenska matematikersamfundet
Svenska matematikersamfundet (SMS) är en sammanslutning av matematikens utövare och vänner i Sverige. Det är en ideell förening som bildades 1950 och som idag har cirka 500 medlemmar. Organisationen har som ändamål att "främja utvecklingen inom matematikens olika verksamhetsfält och att befordra samarbetet mellan matematiker och företrädare för ämnets tillämpningsområden". Svenska matematikersamfundet arbetar både nationellt och internationellt, och är ett medlemssamfund i European Mathematical Society.  
Majoriteten av de matematiker som arbetar vid svenska högskolor och universitet är medlemmar i samfundet, men det finns även en del gymnasielärare bland medlemmarna. Svenska matematikersamfundet har också lokalombud vid många av Sveriges högre lärosäten, vilka sköter kontakten med verksamma matematiker på orten. Föreningen ger ut ett medlemsutskick, sedan 2011 kallat Bulletinen, som utkommer tre gånger per år. Där finns förutom historiska artiklar om svenska matematiker även debatt om matematik och matematikpedagogik. Utskicket är även tillgängligt gratis på deras hemsida.
Svenska matematikersamfundet arrangerar Skolornas matematiktävling, vilket är en tävling i matematisk problemlösning öppen för alla som går gymnasiet i Sverige. Tävlingen har anordnats varje år sedan 1961. Föreningen har även sedan 1983 delat ut Wallenbergpriset, med medel från Marianne och Marcus Wallenbergs Stiftelse. Priset delas ut till löftesrika svenska matematiker, som disputerat men ännu inte erhållit en fast forskartjänst. Avsikten med priset är att främja svensk forskning inom matematik.
Samfundets logga består av den tredje iterationen av von Kochs snöflinga, ett special fall av von Kochs kurva.